# Октябрьск (Новосибирская область)
Октябрьск — исчезнувшая деревня в Болотнинском районе Новосибирской области. На момент упразднения входила в состав Боровского сельсовета. Исключена из учётных данных в 1971 году.

## География
Располагалась на правом берегу реки Икса, в 4 км к западу от деревни Козловка.

## История
До 1966 года входила в состав Зудовского сельсовета. Решением Новосибирского облисполкома от 27.09.1971 г. № 650 деревня исключена из учётных данных как фактически не существующая.